# Неждет Кент
Вижте пояснителната страница за други личности с името Кент.
Исмаил Неждет Кент (на турски: İsmail Necdet Kent) (1911 – 2002) е турски дипломат, наричан Турският Шиндлер, който рискува своя живот, спасявайки евреи по време на Втората световна война.
В годините на войната Кент е генерален консул на Турция в Марсилия, Франция (1941 – 1944). В изключително тежка ситуация дава турско гражданство на турци от еврейски произход, живеещи във Франция, спасявайки по този начин живота им, предотвратявайки депортирането им в нацистки концентрационни лагери.
След войната е генерален консул в Ню Йорк и посланик в Банкок, Ню Делхи, Стокхолм и Варшава.
Баща е на управляващия директор на концерна „Кока-Кола Къмпани“ Мухтар Кент.